# Булхед-Сити (Аризона)
Булхед-Сити (англ. Bullhead City) — город в округе Мохаве в штате Аризона США. По данным переписи населения США 2020 года, численность населения составляла 41 348 человек.

## Население
| 2010[…] | 2020    |
| ------- | ------- |
| 39 540  | ↗41 348 |